# Hansjörg Schneble
Hansjörg Schneble (* 25. Juli 1941 in Säckingen, Südbaden) ist ein deutscher Neuropädiater, Epileptologe, Kinderbuchautor und Medizinhistoriker.

## Leben
Nach dem Studium der Medizin in Freiburg, Würzburg, Kiel und erneut Freiburg absolvierte Schneble seine pädiatrische Facharztweiterbildung in Böblingen mit schwerpunktmäßiger Tätigkeit in der Abteilung für Neuropädiatrie. Von 1973 bis 1975 war er Assistenzarzt in der Pädiatrie am Epilepsiezentrum Kork (bei Rolf Kruse und Ansgar Matthes).
Von 1975 bis 1983 war Schneble Leitender Arzt am Sankt Josefshaus Herten in Rheinfelden (Baden). Von  1983 bis 1985 hatte er eine Professur für Sozialmedizin an der Katholischen Fachhochschule Nordrhein-Westfalen in Münster.
Von 1985 bis 2002 war Schneble als Nachfolger von Matthes zusammen mit Kruse Chefarzt der Klinik für Kinder und Jugendliche am Epilepsiezentrum Kork, von 1998 bis 2002 gleichzeitig Ärztlicher Direktor und 1999–2002 Geschäftsführer. Von 1997 bis 2000 war er Vorsitzender des Königsteiner Arbeitskreises für Epileptologie. 1998 gründete er das weltweit erste und bislang nach wie vor einzige (Deutsche) Epilepsiemuseum (Deutsches Epilepsiemuseum).

## Werk
Schneble ist zusammen mit Matthes Autor eines Epilepsielehrbuchs mit mehreren Auflagen zwischen 1984 und 1999. Er ist auch Verfasser mehrerer medizinhistorischer Bücher über Epilepsie.
Daneben ist er (Ko-)Autor von Patientenratgebern.
Darüber hinaus hat Schneble mehrere Kinderbücher geschrieben, teilweise mit Bezug zu Epilepsie.

## Auszeichnungen
Schneble wurde mit folgenden Auszeichnungen geehrt:
- 1985: Bodelschwingh-Preis
- 2004: Ehrenmitgliedschaft Deutsche Gesellschaft für Epileptologie
- 2005: Sibylle-Ried-Preis der Stiftung Michael